# Santiago Oroño
Santiago Oroño (Santa Fe, 25 de julio de 1802 - Coronda, 20 de septiembre de 1869) fue un militar y político argentino, que participó en las guerras civiles argentinas.
Hijo natural de Domingo Cáceres Castro y de Agustina Frutos Baigorri, fue adoptado por su tía materna Bárbara Frutos Baigorri y su marido Pedro de Oroño, el cual le dio su apellido.
Se enroló en el cuerpo semi veterano de Dragones de la Independencia, desde joven y prestó servicios en la frontera norte de su provincia contra los indígenas del Chaco así como en las guerras civiles que se sucedieron en ese periodo, a las órdenes del caudillo federal y gobernador de su provincia, brigadier general Estanislao López.
Combatió a las órdenes del general López en las batallas de Fraile Muerto, Paso de Aguirre, Arroyo Aguiar, San Nicolás, La Herradura, Barrancas, Sitio de Rosario, Cepeda, Cañada de la Cruz, Pavón, Gamonal y Lomas de Coronda. En esta última batalla recibió del general López una felicitación por su valor en combate y el ascenso de Sargento primero. 
Participó a mediados de 1828 en la campaña del general López, contra los brasileños en las Misiones orientales.
En 1829, secundó al general López en la defensa de su provincia contra la invasión del general sublevado Juan Lavalle, la cual se rechazó. En la contrainvasión federal llevada por López en la provincia de Buenos Aires, Oroño participó el 27 de abril de ese año en la victoria de la Batalla de Puente de Márquez sobre Lavalle.
En febrero de 1831, tras la firma del Pacto Federal, Oroño participó en las fuerzas porteño-santafesinas del general López en la campaña del interior contra la Liga Unitaria del general José María Paz. En esa campaña, en la que los federales invadieron la provincia de Córdoba, participó en marzo del Combate de Calchín y en junió de la ocupación federal de la ciudad de Córdoba.
A partir de 1832, sigue a López en sus campañas contra los indios chaqueños. En 1834 figura como capitán graduado de un escuadrón de la milicia del Departamento San Jerónimo, cuya cabecera era Coronda. Hacia 1836, consigue, luego de un enfrentamiento con los indios, su ascenso a capitán efectivo y que el gobierno de la provincia le done una fracción de tierra en Coronda para fundar un establecimiento de campo que pueda contribuir al sostén de mi familia y aún mejorar la fortuna de mis hijos. Lo trabaja entre campaña y campaña.
En 1838, Oroño era teniente coronel, destacado contra los indios del sur en la posta de Los Desmochados, a orillas de río Carcarañá y próxima a Casilda. Ese año, fallecido López, su antiguo ministro Domingo Cullen lo reemplazó. El comandante Oroño fue uno de los que apoyó al nuevo mandatario.
- Datos: Q6121067